# Grallipeza nebulosa
Grallipeza nebulosa is een vliegensoort uit de familie van de spillebeenvliegen (Micropezidae). De wetenschappelijke naam van de soort is voor het eerst geldig gepubliceerd in 1866 door Hermann Loew.